# О-Галле (округ Сент-Круа, Вісконсин)
О-Галле (англ. Eau Galle) — місто (англ. town) в США, в окрузі Сент-Круа штату Вісконсин. Населення — 1253 особи (2020).

## Демографія
Згідно з переписом 2010 року, у місті мешкало 1139 осіб у 401 домогосподарстві у складі 319 родин. Було 422 помешкання
Расовий склад населення:
| - 96,6 % — білих - 1,9 % — азіатів - 0,8 % — чорних або афроамериканців - 0,1 % — корінних американців |

До двох чи більше рас належало 0,4 %. Частка іспаномовних становила 0,4 % від усіх жителів.
За віковим діапазоном населення розподілялося таким чином: 28,0 % — особи молодші 18 років, 61,1 % — особи у віці 18—64 років, 10,9 % — особи у віці 65 років та старші. Медіана віку мешканця становила 40,4 року. На 100 осіб жіночої статі у місті припадало 105,2 чоловіків;  на 100 жінок у віці від 18 років та старших — 109,2 чоловіків також старших 18 років.
Середній дохід на одне домашнє господарство  становив 97 891 долар США (медіана — 80 735), а середній дохід на одну сім'ю — 104 929 доларів (медіана — 83 750). Медіана доходів становила 57 708 доларів для чоловіків та 46 458 доларів для жінок. За межею бідності перебувало 7,5 % осіб, у тому числі 12,5 % дітей у віці до 18 років та 2,2 % осіб у віці 65 років та старших.
Цивільне працевлаштоване населення становило 559 осіб. Основні галузі зайнятості: освіта, охорона здоров'я та соціальна допомога — 23,3 %, виробництво — 21,3 %, роздрібна торгівля — 12,2 %, будівництво — 10,6 %.